# La sfida dei fuorilegge
La sfida dei fuorilegge (Hell Canyon Outlaws) è un film del 1957 diretto da Paul Landres.
È un western statunitense con Dale Robertson e Brian Keith.

## Produzione
Il film, diretto da Paul Landres su una sceneggiatura di Allan Kaufman e Max Glandbard, fu prodotto da Thomas F. Woods tramite la Jarod Zukor Productions e girato nel febbraio del 1957. I titoli di lavorazione furono Storm out of the West e Gun for a Town. Il brano della colonna sonora Hell Canyon Outlaws fu composto da Dick Kallman.

## Distribuzione
Il film fu distribuito con il titolo Hell Canyon Outlaws negli Stati Uniti dal 6 ottobre 1957 al cinema dalla Republic Pictures.
Altre distribuzioni:
- in Giappone il 5 febbraio 1958
- in Svezia il 3 novembre 1958 (De 4 laglösa)
- in Germania Ovest il 18 novembre 1958 (Die schwarze Bande)
- in Finlandia il 24 aprile 1959 (Neljä kapinallista)
- in Austria nel maggio del 1959 (Die schwarze Bande)
- in Danimarca il 15 maggio 1959 (Terror i Kansas)
- in Brasile (4 Pistoleiros e um Homem)
- nel Regno Unito (The Tall Trouble)
- in Grecia (O orkos ton tessaron)
- in Italia (La sfida dei fuorilegge)

## Promozione
Le tagline sono:
- THEY SPELL TALL TROUBLE! They Bully! They Plunder! They Murder! The Killers of Kansas!
- FOUR GUNS FLASHED...and a town froze in terror!
- Hear DICK KALLMAN Sing "Tall Trouble"
- They Went Gunning... For A Town!
- TERROR MOVES IN WITH A KILLER QUARTET! Four Guns Flash in a quiet Kansas town that "didn't need" a sheriff!
- When DEADLY KILLERS Terrorized The Golden West!